# مقاطعة بارتون (كانساس)
مقاطعة بارتون (بالإنجليزية: Barton County)‏ هي إحدى المقاطعات في ولاية كانساس، الولايات المتحدة الأمريكية.